# Gară, Iași

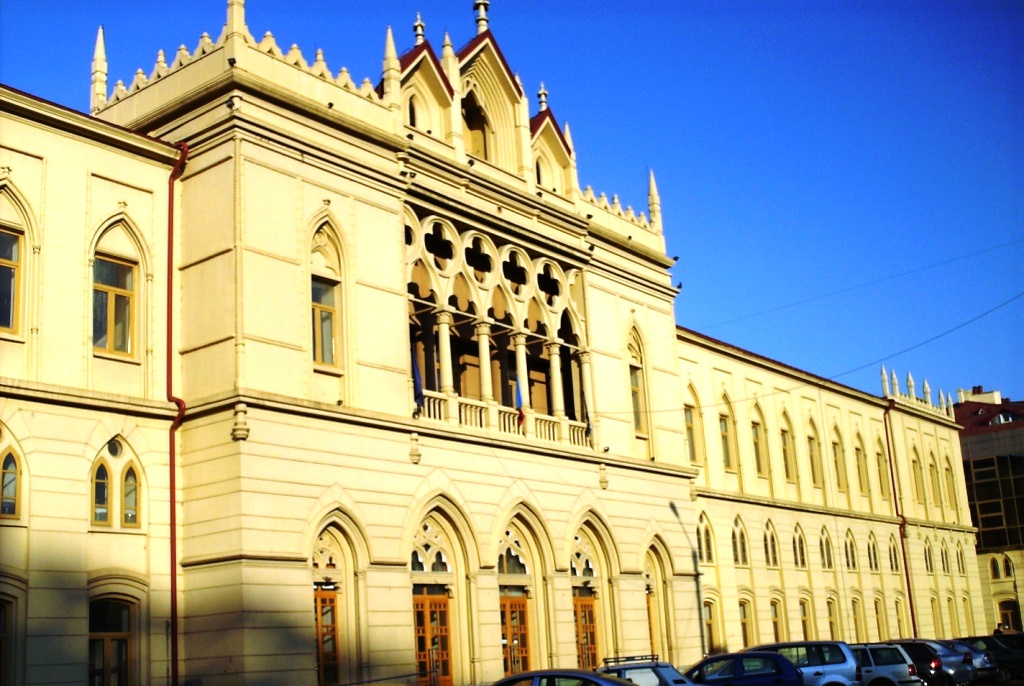
Gara Iași

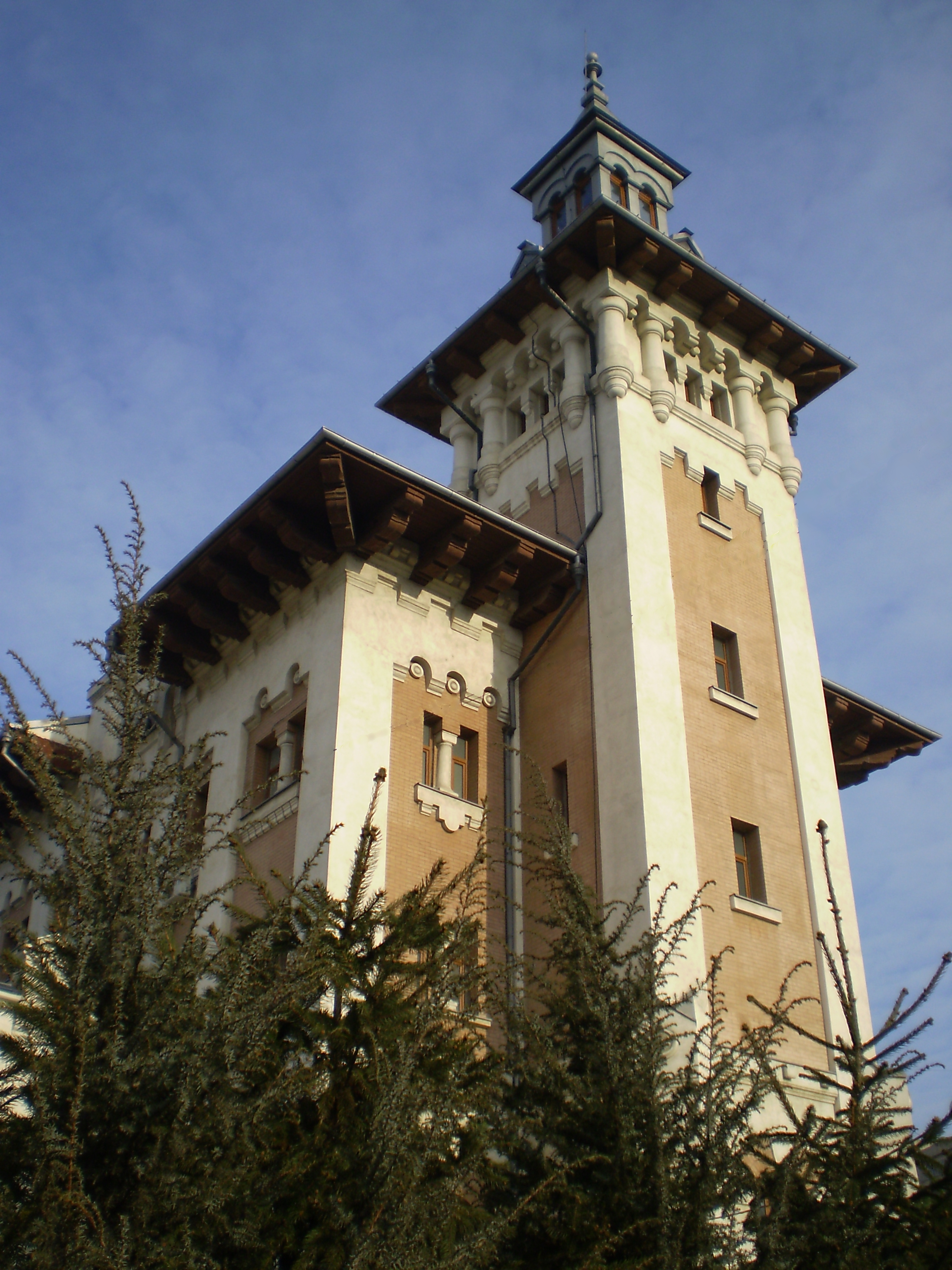
Vama Veche, Turnul

Cartierul Gară este unul din cartierele municipiului Iași.

## Geografie
Se află în partea de vest a orașului. Este situat între cartierele Centru, Păcurari, Canta, Alexandru cel Bun, Uzinei.

## Repere notabile
- Centrul istoric și Curtea Domnească (epoca medievală), perimetru delimitat în această zonă de str. Octav Băncilă, str. Străpungere Silvestru, str. Silvestru
- Casa Anastasie Fătu (1851-1900)
- Gara Iași (1863; arhitect Johann De Wachter)
- Vama cu antrepozite „Vama Veche” (1893; arhitect Henri Susskind)
- Ansamblu urbanistic „Pavilioanele CFR” (începutul secolului al XX-lea)

## Transport
- Tramvai: 3, 6, 7
- Autobuz: 19, 28, 30, 30b, 36, 44, 51
- Gara CFR Iași
- Drum european: E58